# Ron Fair
Ron Fair es un  veterano ejecutivo de A&R, productor y compositor estadounidense.
Ha producido diversos hits de artistas como Christina Aguilera, Ashlee Simpson, Black Eyed Peas, Big Mountain, entre otros. Actualmente trabaja con Girlicious y las Pussycat Dolls.
En 2006, fue nombrado presidente de la Geffen Records.